# Itō Sukeyuki
Itō Sukeyuki (伊東 祐亨?; Kagoshima, 20 maggio 1843 – Tokyo, 16 gennaio 1914) è stato un ammiraglio giapponese.
Ufficiale della Marina imperiale giapponese, Itō fu il primo comandante della "Flotta Combinata" nipponica, guidandola durante la prima guerra sino-giapponese nel corso della quale ottenne decisive vittorie nella battaglia del fiume Yalu e nella battaglia di Weihaiwei. Capo di stato maggiore della Marina durante la successiva guerra russo-giapponese, ottenne una promozione fino al massimo grado di Gensui Kaigun Taishō ("maresciallo-ammiraglio").

## Biografia
Nato in quella che è l'odierna Kagoshima in una famiglia di antiche tradizioni samurai, Itō servì con le forze del Dominio di Satsuma durante il breve conflitto militare con il Regno Unito nell'agosto 1863. Dopo il Rinnovamento Meiji Itō entrò nei ranghi della nuova Marina imperiale giapponese: promosso tenente nel 1871, tenente comandante nel 1872, comandante nel 1876 e capitano nel 1882, ebbe nel corso degli anni il comando di svariate unità navali da guerra di nuova costruzione, tra cui la pirocorvetta Nisshin e le corazzate Ryujo, Fusō e Hiei. Al comando dell'arsenale navale di Yokosuka dal 1885, portò a termine un viaggio di studi nel Regno Unito.
Promosso contrammiraglio nel 1886 e viceammiraglio nel 1892, allo scoppio della prima guerra sino-giapponese nell'agosto 1894 Itō divenne il primo comandante della "Flotta Combinata", potente formazione d'attacco della Marina imperiale ottenuta combinando appunto le varie flotte giapponesi del periodo di pace. Con insegna sull'incrociatore protetto Matsushima, Itō comandò la flotta giapponese che inflisse una devastante sconfitta alla Flotta del Pei-yang cinese nella battaglia del fiume Yalu del 17 settembre 1894. Tra il gennaio e il febbraio 1895 Itō comandò le forze navali giapponesi durante la battaglia di Weihaiwei, al termine della quale i resti della Flotta del Pei-yang capitolarono nelle mani del viceammiraglio; nel marzo seguente invece diresse l'occupazione delle Isole Pescadores.
Subito dopo la vittoriosa conclusione del conflitto con l'Impero cinese, Itō ottenne il titolo nobiliare di shishaku ("visconte") e la nomina a capo dello Stato maggiore della Marina imperiale giapponese; nel 1898 venne anche promosso al grado di ammiraglio. Sempre in veste di capo di stato maggiore, Itō resse quindi la direzione strategica delle forze navali nipponiche durante la guerra russo-giapponese del 1904-1905. Concluso il conflitto, lasciò l'incarico allo stato maggiore nel dicembre 1905, ottenendo una promozione al massimo grado militare di Gensui Kaigun Taishō ("maresciallo-ammiraglio") nel gennaio 1906; Itō lasciò il servizio attivo in Marina nel 1907, dopo aver ottenuto il titolo nobiliare di hakushaku ("conte"). Itō morì quindi a Tokyo il 16 gennaio 1914 all'età di 70 anni.